# Curling-Europameisterschaft 1979
Die Curling-Europameisterschaft 1979 der Männer und Frauen fand vom 18. bis 24. November in Varese in Italien statt.

## Turnier der Männer

### Teilnehmer
| Dänemark                                                                                 | BR Deutschland                                                                                    | England                                                                                |
| ---------------------------------------------------------------------------------------- | ------------------------------------------------------------------------------------------------- | -------------------------------------------------------------------------------------- |
| Skip: Per Berg Third: Gert Larsen Second: Jan Hansen Lead: Michael Harry                 | Skip: Keith Wendorf Third: Balint von Bery Second: Heino von L’Estocq Lead: Peter Fischer-Weppler | Skip: Tony Atherton Third: Frank Kershaw Second: Tony Fraser Lead: John D. Kerr        |
| Frankreich                                                                               | Italien                                                                                           | Niederlande                                                                            |
| Skip: Daniel Paris Third: Serge Ferracani Second: Joel Vantadour Lead: Antonio Barca     | Skip: Giuseppe dal Molin Third: Andrea Pavani Second: Giancarlo Valt Lead: Enea Pavani            | Skip: Eric Harmsen Third: Robert Harmsen Second: Otto Veening Lead: Wim Neeleman       |
| Norwegen                                                                                 | Schweden                                                                                          | Schweiz                                                                                |
| Skip: Kristian Sørum Third: Eigil Ramsfjell Second: Gunnar Meland Lead: Harald Ramsfjell | Skip: Jan Ullsten Third: Anders Thidholm Second: Anders Nilsson Lead: Bertil Timan                | Skip: Karl Grossman Third: Hans Peter Nauer Second: Willi Bless Lead: Heinz Meierhofer |
| Schottland                                                                               | Wales                                                                                             |                                                                                        |
| Skip: JJimmy Waddell Third: Willie Frame Second: Jim Forrest Lead: WGeorge Bryan         | Skip: John Stone Third: David Humphreys Second: Gordon Vickers Lead: Peter Hodgkinson             |                                                                                        |

### Round Robin
| Draw | Begegnung                 | Resultat | Begegnung                | Resultat | Begegnung                   | Resultat | Begegnung                    | Resultat | Begegnung                   | Resultat |
| ---- | ------------------------- | -------- | ------------------------ | -------- | --------------------------- | -------- | ---------------------------- | -------- | --------------------------- | -------- |
| 1    | Italien – Niederlande     | 14-2     | Schweiz – BR Deutschland | 8-4      | Norwegen – England          | 14-4     | Schweden – Schottland        | 7-5      | Frankreich – Dänemark       | 8-6      |
| 2    | Schweden – Schweiz        | 8-6      | Italien – England        | 7-4      | BR Deutschland – Dänemark   | 9-1      | Frankreich – Wales           | 19-3     | Norwegen – Schottland       | 7-5      |
| 3    | Dänemark – England        | 9-7      | Frankreich – Schweden    | 7-4      | Italien – Wales             | 16-3     | Norwegen – BR Deutschland    | 7-6      | Schweiz – Niederlande       | 10-4     |
| 4    | Norwegen – Wales          | 15-2     | Schottland – Niederlande | 13-5     | Schweiz – Frankreich        | 10-3     | Dänemark – Italien           | 8-2      | Schweden – England          | 11-5     |
| 5    | Schottland – Frankreich   | 7-5      | Dänemark – Norwegen      | 6-3      | Schweden – Niederlande      | 12-3     | Wales – England              | 10-9     | Italien – BR Deutschland    | 11-4     |
| 6    | BR Deutschland – Schweden | 8-6      | Schweiz – Wales          | 8-2      | Italien – Schottland        | 6-5      | Norwegen – Niederlande       | 13-6     | Frankreich – England        | 9-3      |
| 7    | Italien – Frankreich      | 10-4     | England – BR Deutschland | 9-6      | Schweden – Dänemark         | 8-7      | Schottland – Schweiz         | 9-4      | Wales – Niederlande         | 8-7      |
| 8    | BR Deutschland – Wales    | 8-4      | Schottland – Dänemark    | 9-7      | Niederlande – Frankreich    | 9-7      | Schweden – Italien           | 6-5      | Schweiz – Norwegen          | 5-4      |
| 9    | England – Niederlande     | 15-1     | Schweden – Wales         | 9-3      | Italien – Norwegen          | 6-5      | Dänemark – Schweiz           | 3-2      | Schottland – BR Deutschland | 9-6      |
| 10   | Italien – Schweiz         | 3-2      | Norwegen – Frankreich    | 9-2      | Schottland – England        | 7-6      | Niederlande – BR Deutschland | 11-4     | Wales – Dänemark            | 9-6      |
| 11   | Schottland – Wales        | 14-1     | Dänemark – Niederlande   | 10-4     | BR Deutschland – Frankreich | 9-4      | Schweiz – England            | 11-5     | Schweden – Norwegen         | 9-5      |

| Schlüssel | Schlüssel                      |
| --------- | ------------------------------ |
|           | Qualifiziert für die Play-offs |
|           | Tie-Breaker                    |

| Platz | Team           | Spiele | Siege | Ndlg. |
| ----- | -------------- | ------ | ----- | ----- |
| 1.    | Schweden       | 10     | 8     | 2     |
| 2.    | Italien        | 10     | 8     | 2     |
| 3.    | Schottland     | 10     | 7     | 3     |
| 4.    | Norwegen       | 10     | 6     | 4     |
| 5.    | Schweiz        | 10     | 6     | 4     |
| 6.    | Dänemark       | 10     | 5     | 5     |
| 7.    | BR Deutschland | 10     | 4     | 6     |
| 8.    | Frankreich     | 10     | 4     | 6     |
| 9.    | Wales          | 10     | 3     | 7     |
| 10.   | England        | 10     | 2     | 8     |
| 11.   | Niederlande    | 10     | 2     | 8     |

### Tie Break
| Draw | Begegnung          | Resultat |
| ---- | ------------------ | -------- |
| 1    | Norwegen – Schweiz | 11-5     |

### Play-off
|  | Halbfinale | Halbfinale | Halbfinale |  |  | Finale | Finale     | Finale |
|  |            |            |            |  |  |        |            |        |
|  |            |            |            |  |  |        |            |        |
|  | 1          | Schweden   | 8          |  |  |        |            |        |
|  | 4          | Norwegen   | 7          |  |  |        |            |        |
|  |            |            |            |  |  | 1      | Schweden   | 7      |
|  |            |            |            |  |  | 3      | Schottland | 8      |
|  | 2          | Italien    | 4          |  |  |        |            |        |
|  | 3          | Schottland | 7          |  |  |        |            |        |
|  |            |            |            |  |  |        |            |        |

### Endstand
| Platz | Land           |
| ----- | -------------- |
| 1     | Schottland     |
| 2     | Schweden       |
| 3     | Italien        |
| 3     | Norwegen       |
| 5     | Schweiz        |
| 6     | Dänemark       |
| 7     | BR Deutschland |
| 8     | Frankreich     |
| 9     | Wales          |
| 10    | England        |
| 11    | Niederlande    |

## Turnier der Frauen

### Teilnehmer
| Dänemark                                                                                          | BR Deutschland                                                                          | England                                                                                        |
| ------------------------------------------------------------------------------------------------- | --------------------------------------------------------------------------------------- | ---------------------------------------------------------------------------------------------- |
| Skip: Birgitte Jacobsen Third: Jytte Berg Second: Karen Eriksen Lead: Karina Blach                | Skip: Susi Kiesel Third: Gisela Lunz Second: Hildegard Meier Lead: Trudi Benzing        | Skip: Janette Forrest Third: Enid Logan Second: Dorothy Shell Lead: Mary Aitchison             |
| Frankreich                                                                                        | Italien                                                                                 | Norwegen                                                                                       |
| Skip: Huguette Jullien Third: Suzanne Parodi Second: Paulette Delachat Lead: Erna Gay             | Skip: Maria-Grazzia Lacedelli Third: Tea Valt Second: Ann Lacedelli Lead: Marina Pavani | Skip: Ellen Githmark Third: Trine Trulsen Vågberg Second: Ingvill Githmark Lead: Kirsten Vaule |
| Schweden                                                                                          | Schweiz                                                                                 | Schottland                                                                                     |
| Skip: Birgitta Törn Third: Katarina Hultling Second: Susanne Gynning-Ödling Lead: Gunilla Bergman | Skip: Gaby Casanova Third: Betty Bourquin Second: Linda Thommen Lead: Rosi Manger       | Skip: Beth Lindsay Third: Ann McKellar Second: Jeanette Johnston Lead: May Taylor              |

### Round Robin
| Draw | Begegnung                | Resultat | Begegnung                   | Resultat | Begegnung                 | Resultat | Begegnung                 | Resultat |
| ---- | ------------------------ | -------- | --------------------------- | -------- | ------------------------- | -------- | ------------------------- | -------- |
| 1    | Frankreich – Norwegen    | 15-12    | Schweiz – Dänemark          | 14-3     | Schweden – BR Deutschland | 15-4     | Schottland – England      | 11-5     |
| 2    | Schweden – Schweiz       | 7-5      | Schottland – BR Deutschland | 11-7     | Dänemark – Frankreich     | 8-7      | Italien – Norwegen        | 7-3      |
| 3    | England – Italien        | 9-4      | Schweiz – Schottland        | 13-6     | Dänemark – Norwegen       | 9-5      | Schweden – Frankreich     | 13-7     |
| 4    | Italien – BR Deutschland | 9-5      | Schweden – Norwegen         | 7-5      | Frankreich – Schweiz      | 11-4     | Dänemark – England        | 8-6      |
| 5    | Schottland – Dänemark    | 12-8     | Norwegen – England          | 15-1     | Schweden – Italien        | 11-5     | Schweiz – BR Deutschland  | 9-8      |
| 6    | Schweden – England       | 10-4     | Schottland – Frankreich     | 10-3     | Italien – Dänemark        | 7-4      | Norwegen – BR Deutschland | 10-6     |
| 7    | Schweden – Dänemark      | 14-1     | BR Deutschland – Frankreich | 10-4     | Schweiz – England         | 13-3     | Schottland – Italien      | 19-3     |
| 8    | Schweiz – Norwegen       | 12-1     | Frankreich – Italien        | 11-10    | Schweden – Schottland     | 5-3      | BR Deutschland – England  | 12-6     |
| 9    | Frankreich – England     | 12-4     | Schweiz – Italien           | 7-3      | BR Deutschland – Dänemark | 11-5     | Schottland – Norwegen     | 12-8     |

| Schlüssel | Schlüssel                   |
| --------- | --------------------------- |
|           | Qualifiziert für das Finale |
|           | Halbfinale                  |

| Platz | Team           | Spiele | Siege | Ndlg. |
| ----- | -------------- | ------ | ----- | ----- |
| 1.    | Schweden       | 8      | 8     | 0     |
| 2.    | Schweiz        | 8      | 6     | 2     |
| 3.    | Schottland     | 8      | 6     | 2     |
| 4.    | Frankreich     | 8      | 4     | 4     |
| 5.    | Italien        | 8      | 3     | 5     |
| 6.    | BR Deutschland | 8      | 3     | 5     |
| 7.    | Dänemark       | 8      | 3     | 5     |
| 8.    | Norwegen       | 8      | 2     | 6     |
| 9.    | England        | 8      | 1     | 7     |

### Play-off
|  | Halbfinale | Halbfinale | Halbfinale |  |  | Finale | Finale   | Finale |
|  |            |            |            |  |  |        |          |        |
|  | 2          | Schweiz    | 5          |  |  |        |          |        |
|  | 3          | Schottland | 3          |  |  | 1      | Schweden | 7      |
|  |            |            |            |  |  | 2      | Schweiz  | 9      |

### Endstand
| Platz | Land           |
| ----- | -------------- |
| 1     | Schweiz        |
| 2     | Schweden       |
| 3     | Schottland     |
| 4     | Frankreich     |
| 5     | Italien        |
| 6     | BR Deutschland |
| 7     | Dänemark       |
| 8     | Norwegen       |
| 9     | England        |